# Yaël Braun-Pivet
Yaël Braun-Pivet (Nancy, 7 dicembre 1970) è una politica, avvocata e attivista francese, presidente dell'Assemblea nazionale dal 28 giugno 2022 e riconfermata il 18 luglio 2024.
Membro prima del Partito Socialista e poi di La République En Marche, è deputata dell'Assemblea nazionale dal 21 giugno 2017. In precedenza è stata, dal 2017 al 2020, presidente della commissione delle leggi costituzionali e, dal 20 maggio al 25 giugno 2022, ministro dell'oltremare nel governo Borne.

## Biografia
Yaël Braun-Pivet è discendente di "immigrazione ebraica slava, polacca ebraica e tedesca, con i nonni che entrano in Francia con visti turistici" e una valigia, nel 1930. Libération indica che non è "né una praticante né una credente" e che "celebra le festività ebraiche con la sua famiglia, come ha fatto suo padre (...) e soprattutto suo nonno, un sarto ebreo polacco che, in fuga dall'antisemitismo, si rifugiò a Nancy negli anni '30" per sfuggire ai nazisti". Dopo la guerra, ha avuto una medaglia per la Resistenza.
Suo padre è un modesto dipendente di una società pubblicitaria di cartelloni pubblicitari e sua madre, che si è diplomata al DDASS all'età di 16 anni, ha ottenuto un diploma come stenodattilografa. La coppia ha due figli, un maschio e una femmina.
La sua famiglia lasciò Nancy per stabilirsi in altre zone in base ai trasferimenti professionali del padre. Nella sua infanzia, i dibattiti politici a tavola erano frequenti.

### Attività professionale
Dopo gli studi presso la Facoltà di Giurisprudenza di Nanterre (Parigi X), è stata prima avvocato penalista presso l'Ordine degli Avvocati di Parigi e poi presso l'Ordine degli Avvocati degli Hauts-de-Seine fino al 2003: ha esercitato per sette anni, prima come avvocato penalista nello studio di Hervé Temime, poi nel proprio studio con due soci a Neuilly-sur-Seine.
Segue quindi il marito trasferitosi per lavoro in Asia e in Europa. Al suo ritorno in Francia nel 2012, ha conseguito un Master in "Diritto commerciale e avvocato aziendale", quindi ha creato una startup specializzata in brevi soggiorni in bed and breakfast prima di riorientarsi verso l'impegno volontario.

### Attività di volontariato
Residente negli Yvelines dal 2012, è entrata nella rete dei Restos du cœur nel 2014. Dopo aver guidato l'unità dipartimentale per l'accesso ai diritti e alla giustizia da novembre 2014, dove crea consulenze gratuite con avvocati e si offre consulenza legale a coloro che ne hanno bisogno,,  si è offerta volontaria per gestire la filiale di Chanteloup-les-Vignes nel 2015 prima di dirigere la creazione del futuro centro visitatori di Sartrouville, dove ha guidato un team di un centinaio di volontari.
Anche membro del Consiglio di amministrazione di Yvelines, è diventata nel settembre 2016 la responsabile nazionale dello spiegamento dell'attività di "accesso alla giustizia" dei Restos du Cœur.
Si è dimessa dalla sua posizione di volontaria dopo la sua elezione a deputata nel 2017.

## Carriera politica

### Deputata all'Assemblea nazionale e ministro
Braun-Pivet ha militato nel Partito Socialista fino al 2016, dopodiché si è unita al movimento En Marche di Emmanuel Macron. In vista delle elezioni legislative in Francia del 2017, è stata candidata LREM al parlamento per la quinta circoscrizione del dipartimento degli Yvelines, dove ha sconfitto Jacques Myard dei Repubblicani. È stata eletta presidente della Commissione per la Costituzione, la Legislazione e l'Amministrazione (Commission des lois constitutionnelles, de la législation et de l'administration générale de la République) nell'Assemblea nazionale.
Dopo la sua rielezione, il 20 maggio 2022 il Presidente Macron l'ha nominata ministro dei territori d'oltremare nel Governo Borne. Poco dopo, si recò nell'isola caraibica francese di Guadalupa dove si batté per l'istituzione di un memoriale per le vittime della schiavitù. Alle elezioni legislative del giugno 2022, Braun-Pivet è stata rieletta deputata all'Assemblea nazionale per la 5ª circoscrizione del dipartimento degli Yvelines.

### Presidente dell'Assemblea nazionale

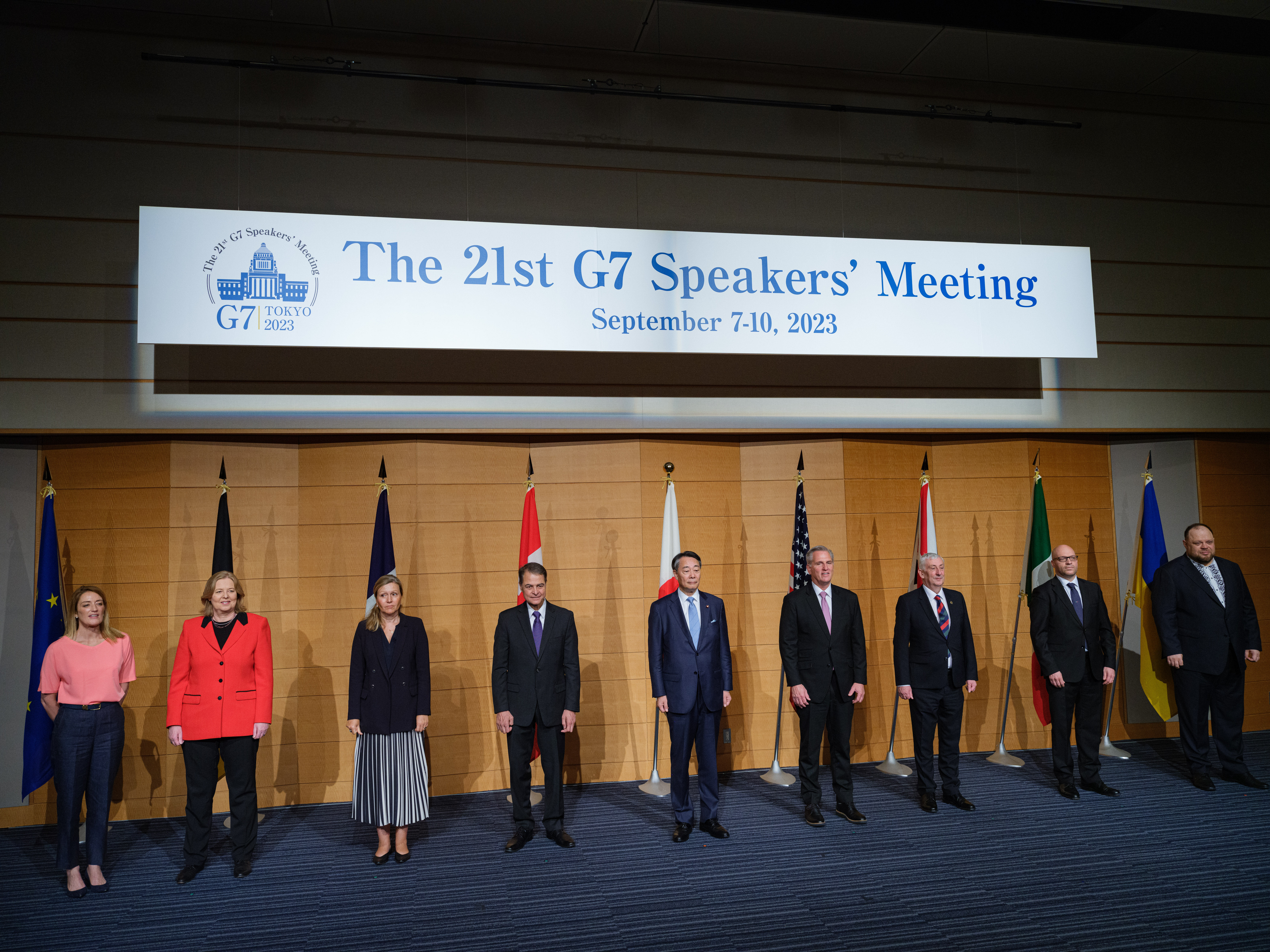
Yaël Braun-Pivet (3ª da sinistra) tra i suoi omologhi del G7 durante un vertice a Tokyo, nel 2023

Candidata alla presidenza dell'Assemblea nazionale su proposta della coalizione Ensemble, il 26 giugno, dopo solo cinque settimane, venne licenziata dal suo incarico ministeriale.
Braun-Pivet è stata eletta presidente dell'Assemblea nazionale dai deputati il 28 giugno 2022. A ragione di ciò ricopre la quarta carica più alta dello Stato in termini di protocollo. All’inizio della guerra tra Israele e Gaza dal 2023, si è espressa a favore di un sostegno "incondizionato" a Israele. In seguito alle nuove elezioni legislative del giugno 2024, è stata rieletta Presidente dell'Assemblea nazionale il 18 luglio 2024

## Posizioni politiche
Nel luglio 2019, Braun-Pivet ha votato a favore della ratifica francese del CETA (Accordo economico e commerciale globale) dell'Unione europea con il Canada. Nel 2021, ha proposto un nuovo organo ad hoc per supervisionare meglio il processo decisionale del governo sulla pandemia di COVID-19 in Francia. Sempre nel 2021, Braun-Pivet ha votato contro la linea del partito e ha invece sostenuto il progetto di legge proposto dal gruppo Libertà e Territori volto a legalizzare il suicidio assistito.

## Vita privata
Ha sposato un dirigente senior di L'Oréal, vissuto in Asia (Taiwan, Giappone), poi in Portogallo, per il ritorno in Francia nel 2012. Hanno cinque figli e vivono a Le Vésinet.